# Do You Know Squarepusher
Albums de Squarepusher
Go Plastic
(2001) Ultravisitor
(2004)
Singles
1. Do You Know Squarepusher
Sortie : 10 décembre 2001

Do You Know Squarepusher est le huitième album du musicien et compositeur britannique de musique électronique Squarepusher (de son vrai nom Thomas Jenkinson), sorti en septembre 2002, chez Warp Records.

## Présentation
Initialement conçu avec un seul morceau sans titre de 4 min 55 s — sorti le 10 décembre 2001, uniquement en vinyle 12" gravé sur une seule face —, ce single non titré, également connu sous le nom éponyme Do You Know Squarepusher, est le premier extrait de ce qui deviendra l'album Do You Know Squarepusher.
La pochette de l'album est identique à celle du single paru un an auparavant, sauf que les noirs et blancs sont inversés.
L'album est presque entièrement produit numériquement, à l'exception du dernier titre, une reprise du single Love Will Tear Us Apart de Joy Division.
La version CD de l'album comprend un second disque d'enregistrements live intitulé Alive in Japan.

## Liste des titres
Toutes les chansons sont écrites et composées par Tom Jenkinson.
| Édition standard originale vinyle LP (Warp Records, 30 septembre 2002) | Édition standard originale vinyle LP (Warp Records, 30 septembre 2002) | Édition standard originale vinyle LP (Warp Records, 30 septembre 2002) | Édition standard originale vinyle LP (Warp Records, 30 septembre 2002) | Édition standard originale vinyle LP (Warp Records, 30 septembre 2002) | Édition standard originale vinyle LP (Warp Records, 30 septembre 2002) | Édition standard originale vinyle LP (Warp Records, 30 septembre 2002) | Édition standard originale vinyle LP (Warp Records, 30 septembre 2002) | Édition standard originale vinyle LP (Warp Records, 30 septembre 2002) | Édition standard originale vinyle LP (Warp Records, 30 septembre 2002) |
| No                                                                     | Titre                                                                  | Durée                                                                  |                                                                        |                                                                        |                                                                        |                                                                        |                                                                        |                                                                        |                                                                        |
| ---------------------------------------------------------------------- | ---------------------------------------------------------------------- | ---------------------------------------------------------------------- | ---------------------------------------------------------------------- | ---------------------------------------------------------------------- | ---------------------------------------------------------------------- | ---------------------------------------------------------------------- | ---------------------------------------------------------------------- | ---------------------------------------------------------------------- | ---------------------------------------------------------------------- |
|                                                                        | 'Face A'                                                               |                                                                        |                                                                        |                                                                        |                                                                        |                                                                        |                                                                        |                                                                        |                                                                        |
| A1.                                                                    | Do You Know Squarepusher                                               | 5:06                                                                   |                                                                        |                                                                        |                                                                        |                                                                        |                                                                        |                                                                        |                                                                        |
| A2.                                                                    | F-Train                                                                | 4:20                                                                   |                                                                        |                                                                        |                                                                        |                                                                        |                                                                        |                                                                        |                                                                        |
| A3.                                                                    | Kill Robok                                                             | 3:34                                                                   |                                                                        |                                                                        |                                                                        |                                                                        |                                                                        |                                                                        |                                                                        |
| A4.                                                                    | Anstromm-Feck 4                                                        | 3:30                                                                   |                                                                        |                                                                        |                                                                        |                                                                        |                                                                        |                                                                        |                                                                        |
|                                                                        | 'Face B'                                                               |                                                                        |                                                                        |                                                                        |                                                                        |                                                                        |                                                                        |                                                                        |                                                                        |
| B1.                                                                    | Conc 2 Symmetriac                                                      | 1:23                                                                   |                                                                        |                                                                        |                                                                        |                                                                        |                                                                        |                                                                        |                                                                        |
| B2.                                                                    | Mutilation Colony                                                      | 10:48                                                                  |                                                                        |                                                                        |                                                                        |                                                                        |                                                                        |                                                                        |                                                                        |
| B3.                                                                    | Love Will Tear Us Apart                                                | 3:32                                                                   |                                                                        |                                                                        |                                                                        |                                                                        |                                                                        |                                                                        |                                                                        |
| 32:13                                                                  |                                                                        |                                                                        |                                                                        |                                                                        |                                                                        |                                                                        |                                                                        |                                                                        |                                                                        |

| Disque live bonus : Alive in Japan. Recorded July 2001 - Édition originale 2 × CD (Warp Records, 30 septembre 2002) | Disque live bonus : Alive in Japan. Recorded July 2001 - Édition originale 2 × CD (Warp Records, 30 septembre 2002) | Disque live bonus : Alive in Japan. Recorded July 2001 - Édition originale 2 × CD (Warp Records, 30 septembre 2002) | Disque live bonus : Alive in Japan. Recorded July 2001 - Édition originale 2 × CD (Warp Records, 30 septembre 2002) | Disque live bonus : Alive in Japan. Recorded July 2001 - Édition originale 2 × CD (Warp Records, 30 septembre 2002) | Disque live bonus : Alive in Japan. Recorded July 2001 - Édition originale 2 × CD (Warp Records, 30 septembre 2002) | Disque live bonus : Alive in Japan. Recorded July 2001 - Édition originale 2 × CD (Warp Records, 30 septembre 2002) | Disque live bonus : Alive in Japan. Recorded July 2001 - Édition originale 2 × CD (Warp Records, 30 septembre 2002) | Disque live bonus : Alive in Japan. Recorded July 2001 - Édition originale 2 × CD (Warp Records, 30 septembre 2002) | Disque live bonus : Alive in Japan. Recorded July 2001 - Édition originale 2 × CD (Warp Records, 30 septembre 2002) |
| No | Titre | Durée | | | | | | | |
| --- | --- | --- | --- | --- | --- | --- | --- | --- | --- |
| 1. | Mutilation Colony (excerpt)                                                                                         | 2:43 | | | | | | | |
| 2. | The Exploding Psychology                                                                                            | 7:39 | | | | | | | |
| 3. | My Red Hot Car | 5:02 | | | | | | | |
| 4. | Do You Know Squarepusher                                                                                            | 5:02 | | | | | | | |
| 5. | Direct to Mental | 3:23 | | | | | | | |
| 6. | Boneville Occident                                                                                                  | 7:13 | | | | | | | |
| 7. | Go! Spastic | 8:47 | | | | | | | |
| 8. | Greenways Trajectory                                                                                                | 9:50 | | | | | | | |
| 9. | My Fucking Sound | 8:57 | | | | | | | |
| 10. | Anstromm-Feck 4 | 4:19 | | | | | | | |
| 62:55 | | | | | | | | | |